# Attentat du marché de Noël de Strasbourg
L'attentat du marché de Noël de Strasbourg est un attentat terroriste islamiste perpétré le 11 décembre 2018 par Chérif Chekatt au marché de Noël de Strasbourg.
En début de soirée, dans les rues proches du Christkindelsmärik de la ville alsacienne, le terroriste — qui a prêté allégeance à l'État islamique — ouvre le feu, tuant cinq personnes et en blessant onze autres. 
Chérif Chekatt, 29 ans, connu de la justice pour de multiples faits de droit commun et radicalisé, est abattu par les forces de police non loin de son domicile, après une chasse à l'homme de 48 heures. L'organisation terroriste État islamique revendique ensuite l'attentat.

## Contexte
Depuis 2015, la France est dans un contexte de menace élevée du terrorisme, ayant subi plusieurs attentats et attaques, dont la dernière remonte à mai 2018 à Paris. 
Le Christkindelsmärik (« marché de l’enfant Jésus ») de Strasbourg est le plus ancien marché de Noël de France. 
Le marché de Noël de Strasbourg a reçu plusieurs menaces d'attaques : en particulier, en 2000, une tentative d'attentat sur la cathédrale de Strasbourg par le Groupe salafiste pour la prédication et le combat (GSPC) avait été déjouée.

## Déroulement

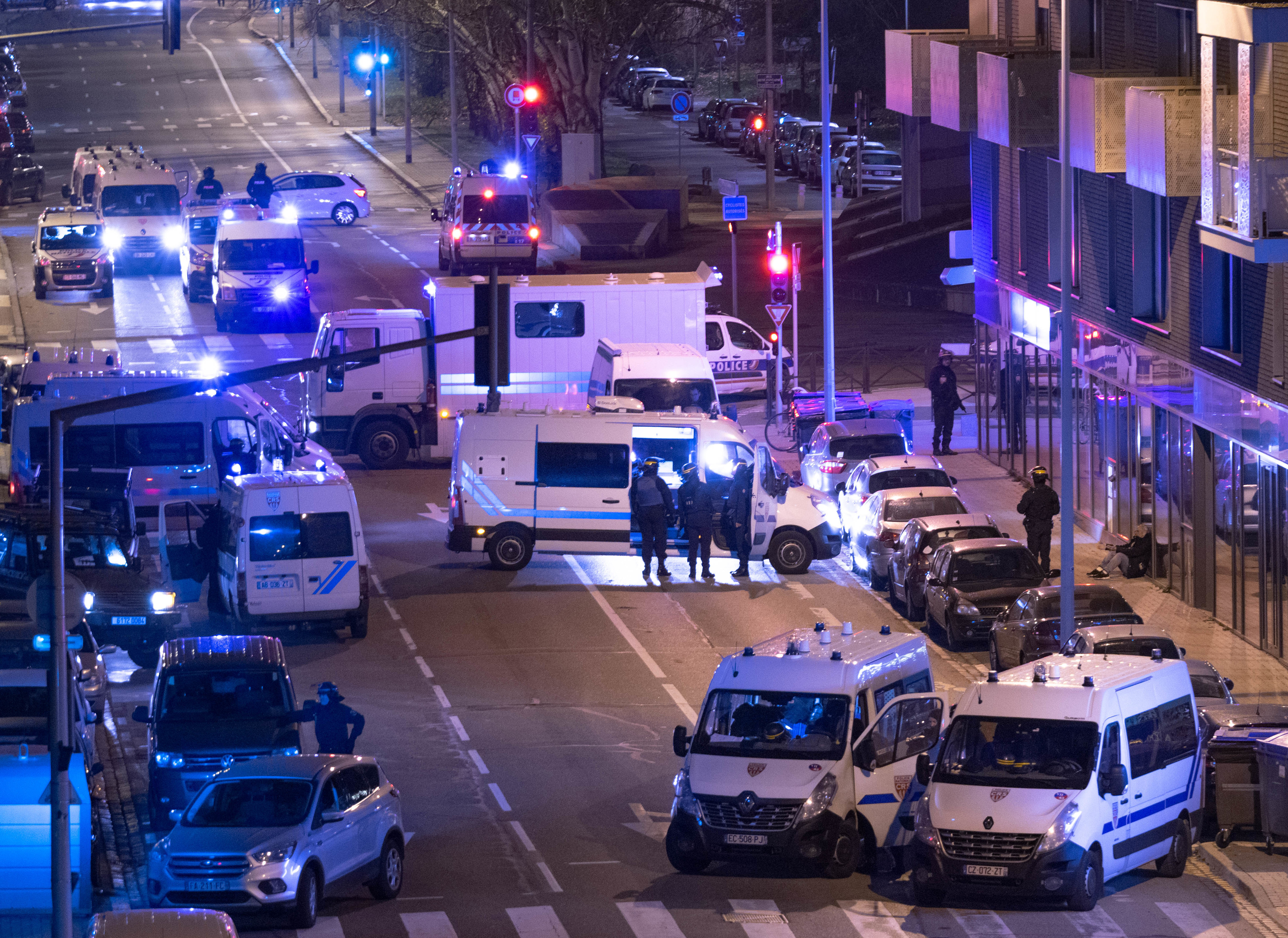
Dispositif de police route de l'Hôpital, à Neudorf, le soir de l'attaque.

Le 11 décembre 2018, en début de matinée, les gendarmes de la brigade de recherches, en lien avec la DGSI, se présentent au domicile de Chérif Chekatt pour l'interpeller dans une affaire de « tentative d'assassinat, violences aggravées et association de malfaiteurs », mais il est absent. La perquisition de son domicile permet néanmoins de découvrir un pistolet .22 Long Rifle chargé, une grenade défensive, plusieurs munitions et quatre couteaux, dont deux couteaux de chasse,,.
À partir de 19 h 50, plusieurs coups de feu sont entendus près du marché de Noël, dans la rue des Orfèvres, la rue des Grandes-Arcades et la Grand-Rue,,. L'arme du tireur est une copie espagnole de Colt ou de Smith & Wesson modèle 1892 en 8mm. L’homme tire à plusieurs reprises sur les passants et en blesse d'autres au couteau. Plusieurs témoins indiquent que le suspect a crié « Allahu akbar » au moment des faits,,.
Le parcours meurtrier de Cherif Chekatt dans la ville est reconstitué la nuit même. Pourtant, l'imprimerie du quotidien régional, les Dernières Nouvelles d'Alsace, située au centre-ville, rue de la Nuée-Bleue, étant devenue inaccessible, même aux ouvriers imprimeurs, à cause des barrages mis en place par la police, la version papier du journal ne paraîtra pas le mercredi 12 décembre et les informations détaillées sont diffusées uniquement sur le site internet du quotidien. L'édition du lendemain 13 décembre est d'autant plus complète et comprend un dossier de seize pages sur l'attentat.
Chekatt est entré par le pont du Corbeau dans le centre-ville, entouré par les bras de la rivière Ill, à 19 h 45. Situé au sud de la zone contrôlée, ce point de passage était sécurisé par une vérification des sacs et bagages par des agents de sécurité. En semaine, leur mission s'achevait à 20 h. C'est peu de temps auparavant que le tueur serait passé par ce point de contrôle. Son parcours l'amène ensuite tout près des chalets implantés dans le secteur du marché de Noël situé devant la cathédrale en grès rose, reconnaissable à son unique tour. De là, il pénètre dans les petites rues du quartier médiéval de Strasbourg et parvient rue des Orfèvres. Cette rue pittoresque, où les touristes aiment flâner, présente une grande densité de commerces, majoritairement haut de gamme ; c'est devant une bijouterie qu'il abat ses premières victimes à 19 h 48. Frôlant les chalets du marché de Noël situés place du Temple-Neuf, il oblique vers la place du Marché-Neuf, tandis que les passants se réfugient dans un commerce voisin. De là, l'étroite ruelle Sainte-Marguerite le conduit vers la rue des Grandes-Arcades, un des axes nord-sud de la cité. En face des arcades médiévales tombe sa deuxième victime.
Il se rend ensuite dans un secteur assez dense de ruelles anciennes et étroites. Rue du Saumon, il tue un homme sortant d'un restaurant ; il traverse les rails du tramway rue des Francs-Bourgeois, une rue large. Il poursuit son périple rue de la Demi-Lune, rue Sainte-Barbe et rue Sainte-Hélène. Rue du Savon, des musiciens qui se tiennent devant le bar « Les Savons d'Hélène » sont grièvement blessés par le tueur. Celui-ci rejoint à nouveau le sud de la « Grande Île » et traverse le pont Saint-Martin, dans le secteur très fréquenté de la « Petite-France », où il tue un touriste thaïlandais.
Une partie de la nuit, de nombreuses personnes se retrouvent confinées dans des lieux publics. Dans les cinémas, commerces ou restaurants, tous ont été accueillis et abrités. On peut citer encore les deux mille personnes retenues dans les locaux du Parlement européen ou encore le public d'un match de basket-ball au stade sportif du Rhenus, tous deux situés au nord de la ville.
Le suspect quitte finalement les lieux en échangeant des tirs avec quatre militaires de l'opération Sentinelle qui, en ripostant, le blessent à un bras ; un soldat Sentinelle a été très légèrement blessé à la main par le ricochet d’un tir de l’assaillant. À 19 h 58, le terroriste parvient à fuir en prenant en otage un chauffeur de taxi à qui il demande de le conduire jusqu’à Neudorf. Le chauffeur  parvient finalement à s’échapper et déclare plus tard que ce dernier lui a confié : « la police a perquisitionné chez moi ce matin ; ils ont trouvé une grenade ». Il aurait également déclaré au chauffeur « Tu sais ce que j'ai fait ? J'ai tué des gens ! […] Pour nos frères morts en Syrie. »
Le lendemain, un bilan provisoire fait état de trois morts et 14 blessés, dont certains très gravement atteints, le tueur ayant tiré à bout portant. Plusieurs victimes décèdent ultérieurement et le bilan définitif sera de 5 morts. Le marché de Noël est resté fermé durant deux jours. Des fleurs et des bougies jalonnent à travers la vieille cité le parcours mortifère de Cherif Chekatt. 
Le 13 décembre, après plus de 48 heures de cavale, Chekatt est tué par une patrouille de police de la brigade spécialisée de terrain dans le quartier du Neudorf,. Le marché de Noël est rouvert le 14 décembre.

## Bilan

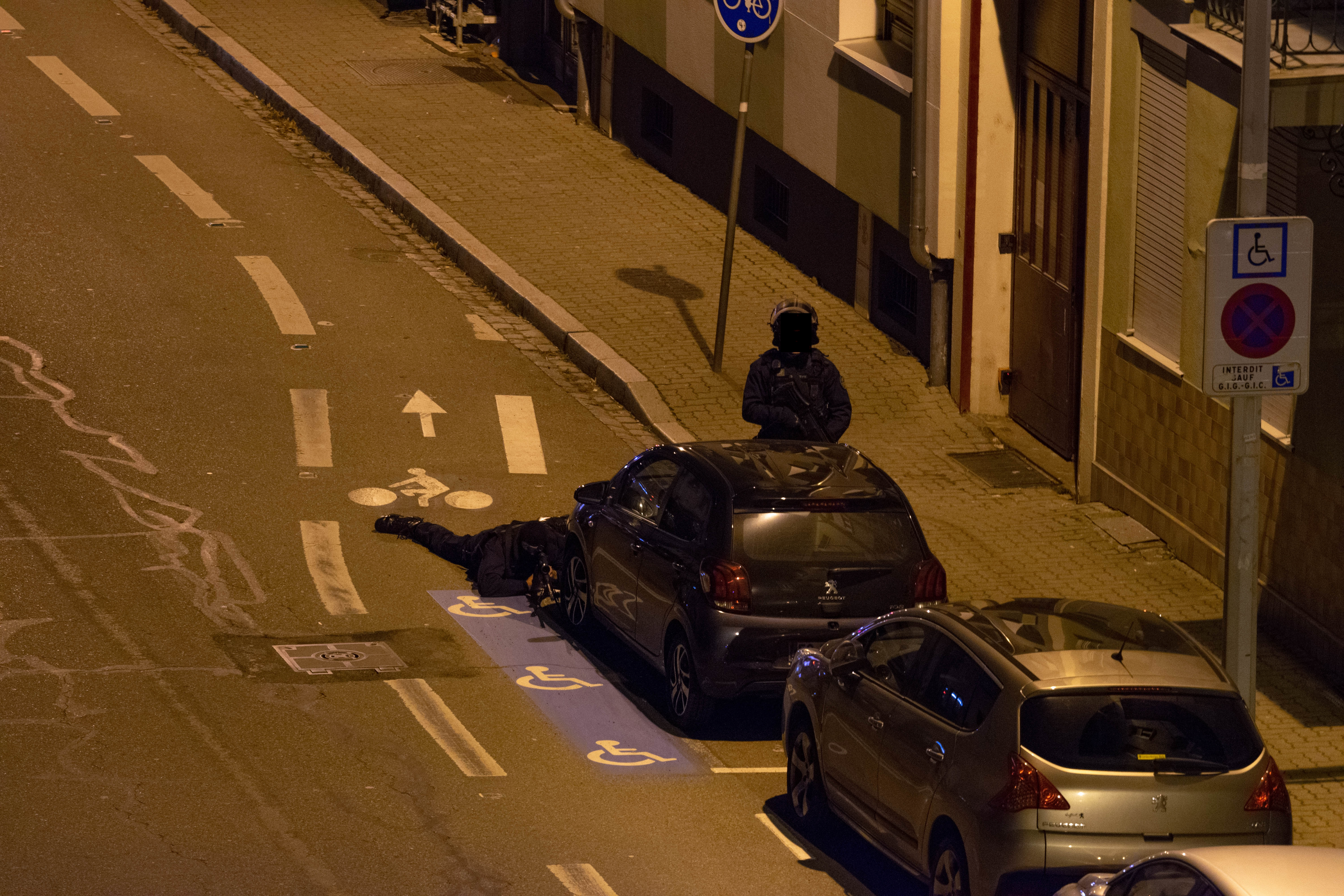
Policier du RAID ou de la BRI en place à Neudorf le soir de l'attaque.

Au 16 décembre 2018, un bilan provisoire de l’attentat fait état de cinq morts et onze blessés, dont quatre sont hospitalisés dans un état grave.
| Nationalité         | Morts | Blessés | Total |
| ------------------- | ----- | ------- | ----- |
| France              | 1     | 4       | 5     |
| Thaïlande           | 1     | 1       | 2     |
| Italie              | 1     | 0       | 1     |
| Afghanistan/ France | 1     | 0       | 1     |
| Pologne/ France     | 1     | 0       | 1     |
| Non précisé         | 0     | 6       | 6     |
| Total               | 5     | 11      | 16    |

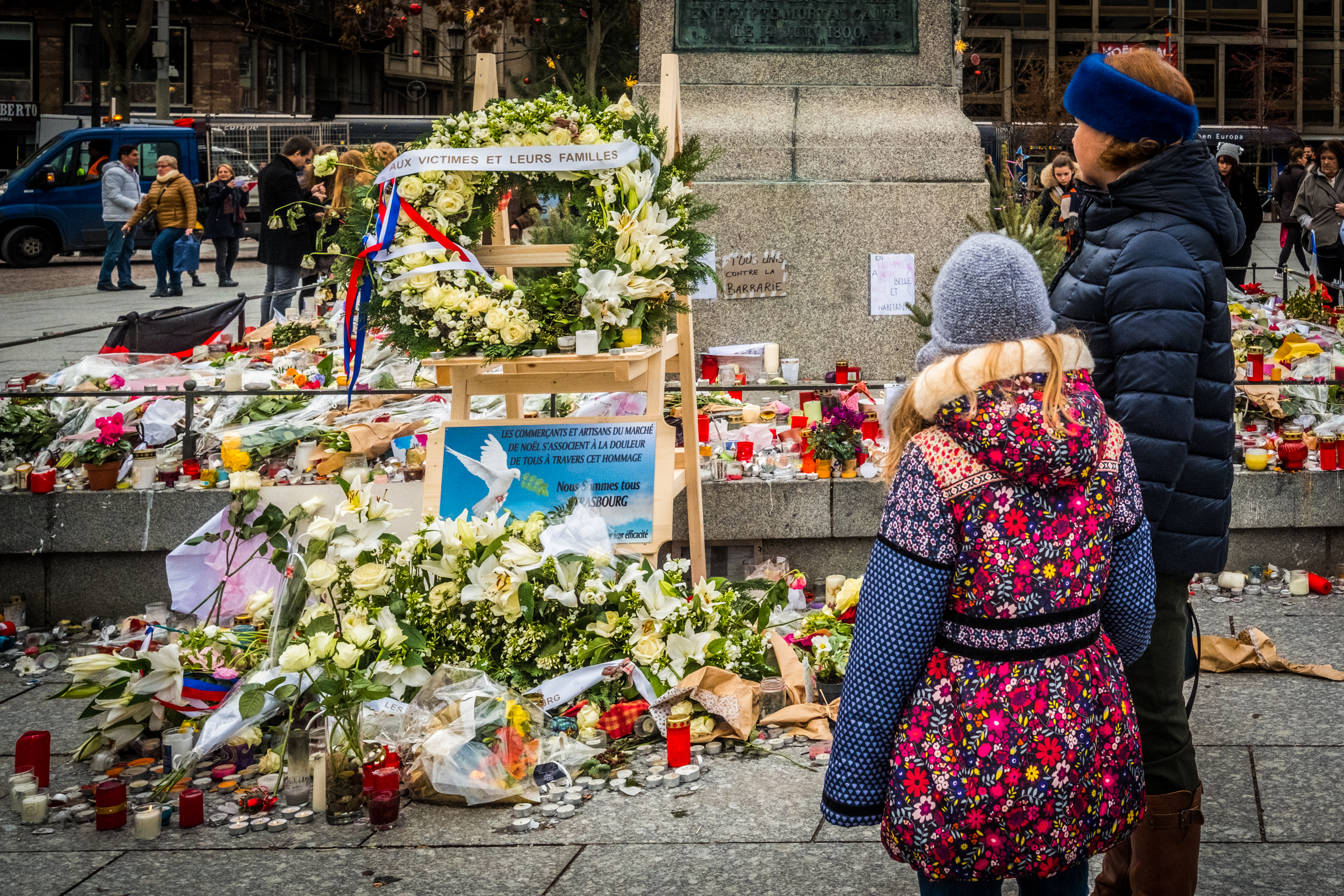
Mémorial pour les victimes de l’attentat du 11 décembre 2018.

Deux victimes meurent sur le coup : Pascal Verdenne, un Français de 61 ans tué à l'extérieur du restaurant La Stub dans lequel il venait de dîner avec sa compagne, Chantal Ruh ; un touriste thaïlandais de 45 ans, Anupong Suebsaman, qui devait se rendre à Paris mais avait choisi Strasbourg avec son épouse pour éviter le mouvement des Gilets jaunes. Le 13 décembre, Kamal Naghchband, un père de famille franco-afghan, garagiste et résidant en Alsace depuis une vingtaine d'années, succombe à ses lourdes blessures. Marié et père de trois jeunes enfants, il avait fui la guerre en Afghanistan il y a une vingtaine d'années. Sa femme et ses enfants, à ses côtés le soir de l'attentat, n'ont pas été blessés.
Le 14 décembre, le journaliste italien de 28 ans originaire de Trente Antonio Megalizzi est déclaré mort. Le 16 décembre, la mort de Bartosz Piotr Orent-Niedzielski, dit Bartek ou Barto Pedro, est annoncée, portant le bilan du nombre de morts à cinq. Ce Strasbourgeois de 36 ans originaire de Katowice (Pologne) était arrivé en France à l’adolescence avec sa mère et son frère. Ami de Megalizzi, il présentait avec lui une émission de radio. Tous deux ont été agressés en sortant de la boulangerie Westermann,.

## Revendication

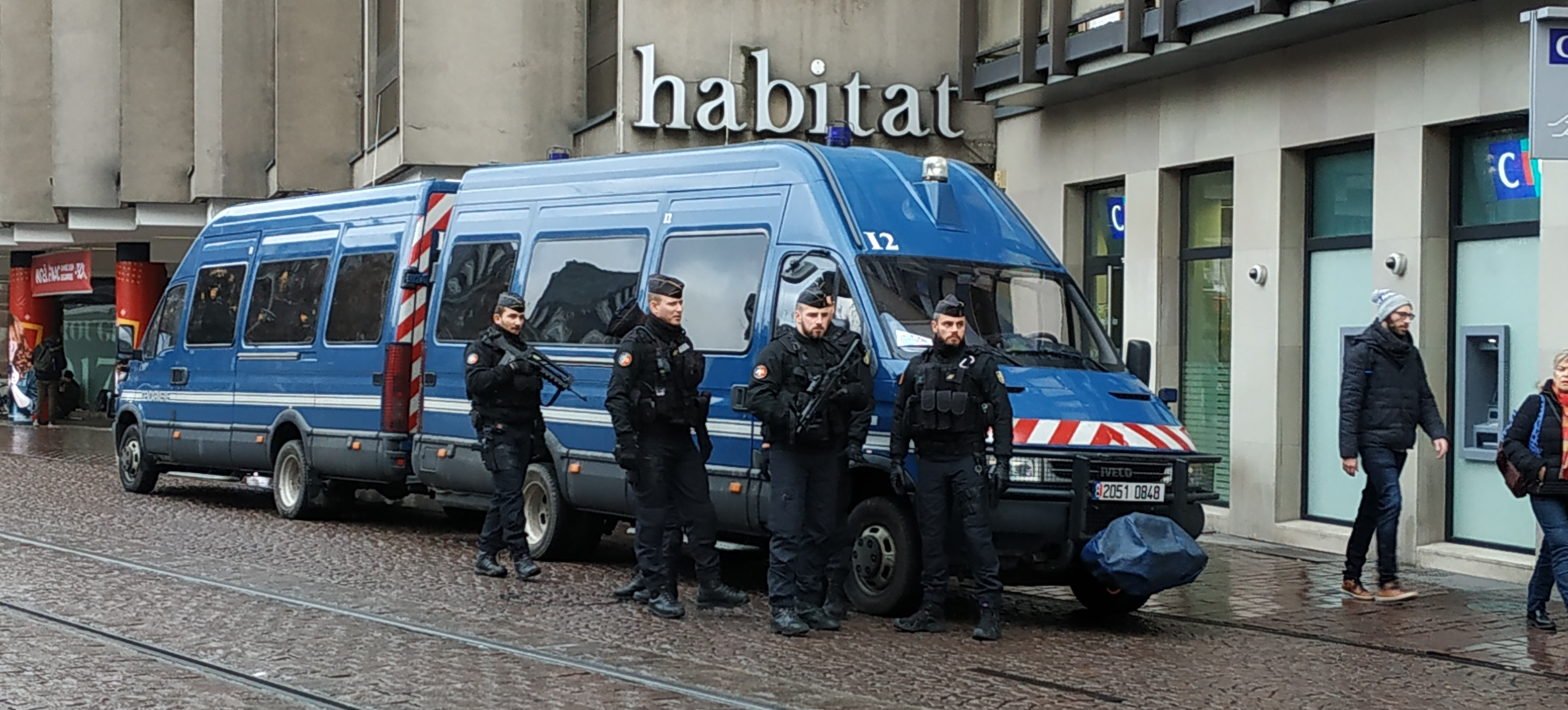
Effectifs de gendarmerie mobile lourdement armés au marché de Noël de Strasbourg, fin décembre 2018.

Le soir du 13 décembre 2018, quelques minutes après la mort de Chérif Chekatt, l'État islamique revendique l'attaque de Strasbourg via son agence de presse de propagande Amaq. Depuis ses revers au Moyen-Orient en 2017, l'État islamique a tendance à s'attribuer des tueries sans que l'organisation n'y soit aucunement impliquée. Le chercheur Romain Caillet note : « En mai [2017], le fondateur de l'organe de propagande, Amaq, a été tué dans une frappe américaine. Ce journaliste de formation a donné beaucoup de crédibilité aux informations de l’EI. Est-ce que sa mort a déstabilisé la communication ? Cela expliquerait des cafouillages ces derniers mois. »
Très vite après la revendication de l'attaque de Strasbourg par un « soldat de l'État islamique », la presse note que « le communiqué reste évasif, ne mentionnant même pas un éventuel nom de guerre »,. La revendication est estimée peu crédible et dénoncée comme « totalement opportuniste » par le ministre de l'Intérieur, Christophe Castaner. Toutefois, dix jours après les faits, il est annoncé la découverte d'une vidéo d'allégeance de Cherif Chekatt au groupe État islamique sur une clé USB lui appartenant.
Quelques jours après l'attentat, le sociologue franco-iranien Farhad Khosrokhavar qualifie Cherif Chekatt de « faux djihadiste » en notant qu'aucun élément ne le reliait alors directement à une organisation terroriste et qu'à l'inverse des terroristes de 2015 il ne s'est pas formé dans des camps d'entraînement djihadistes. Pour lui « la radicalisation n’a dans ce cas que peu de chose à faire avec l’islam, l’islam ne sert qu’à donner un semblant de légitimité au désir de revanche et surtout assurer la promotion de l’individu qui devient, du jour au lendemain, grâce au terrorisme religieux une star dans le monde entier ». Cette opinion est partagée par le sociologue Daniel Verba, professeur à l'Université Paris-XIII et chercheur.
Les analyses de Farhad Khosrokhavar et Daniel Verba sont cependant critiquées et qualifiées de « dénégationnistes » par Hugo Micheron, chercheur à l'ENS, par Bernard Rougier, membre senior de l'Institut universitaire de France et par Gilles Kepel, professeur des universités à l'université Paris-Sciences-et-Lettres, qui dans une tribune déclarent que considérer que les motivations de Chérif Chekatt « étaient sans lien avec l'islam constitue un enfumage qui nie les liens entre salafisme et jihadisme ainsi que l'ancrage européen de l'islamisme ».
Pour le journaliste Wassim Nasr, spécialiste des mouvements djihadistes, « il n'y a pas de règles bien définies » concernant les revendications d'attentats par l'État islamique, mais souvent les djihadistes « revendiquent après la mort » du terroriste « car ils ne veulent pas aider les autorités à avoir plus d'éléments pendant leur enquête ou pendant la traque » et que « si le terroriste est arrêté, ils ne veulent pas non plus aider la justice à établir des faits et à le condamner lourdement ». Selon lui il n'y a pas de revendication opportuniste, les fausses revendications de Trappes et de Las Vegas sont plus probablement dues à des erreurs de la part de l'État islamique, plutôt qu'à de l'opportunisme,. Concernant Chérif Chekatt, il y a « suffisamment d'éléments qui correspondent avec l'idéologie de l'État islamique pour qu'il revendique l'attaque ». Depuis 2014, l'État islamique appelle ses sympathisants à commettre des attaques en son nom en Europe et s'engage à les revendiquer ensuite. Wassim Nasr précise également que « L'État islamique dit même à ses aspirants de ne pas entrer en contact avec lui avant les attaques, car cette communication peut aider les services de sécurité à déjouer leurs opérations. L'organisation s'adapte toujours à la contrainte sécuritaire des pays où elle attaque ».

## Auteur

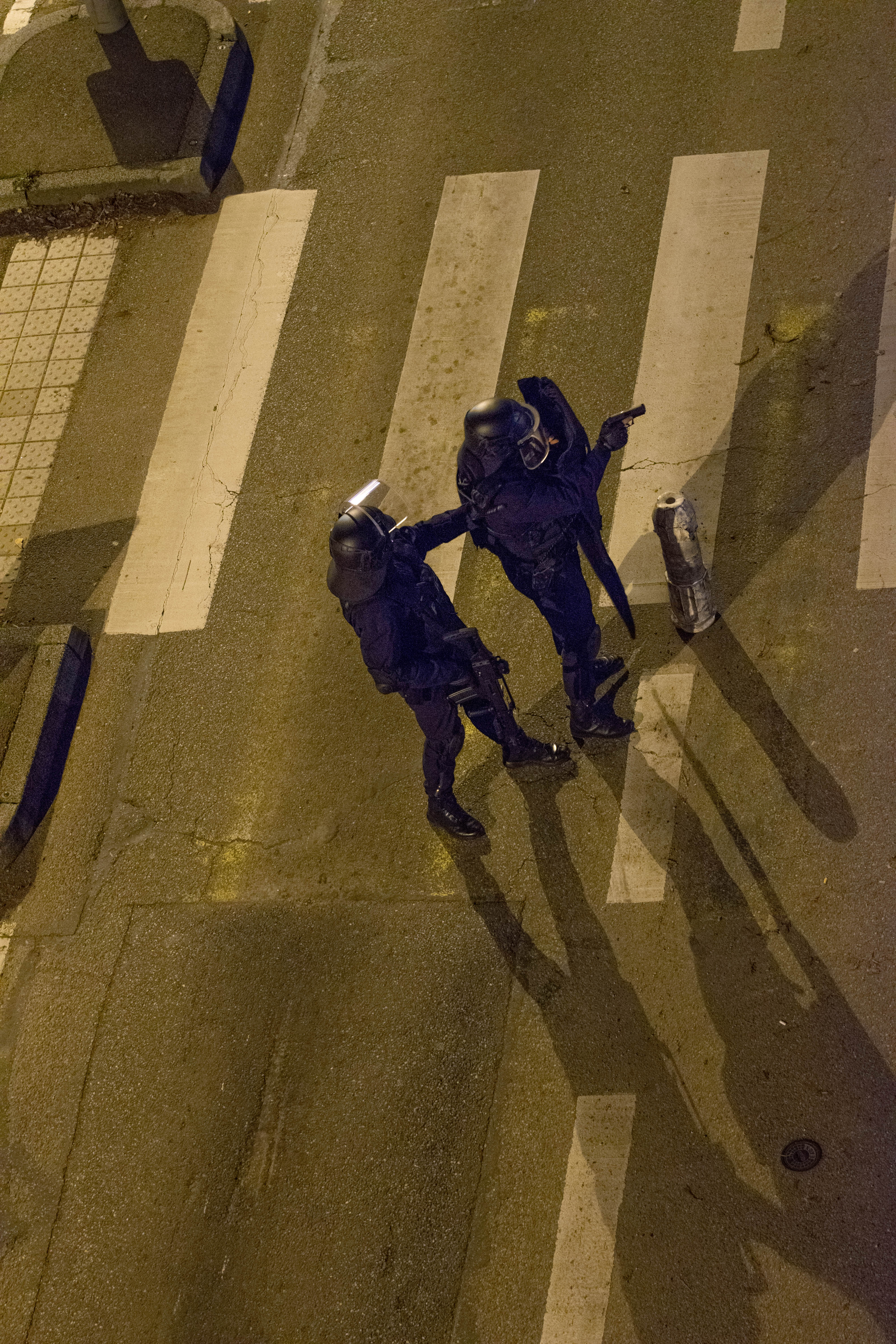
Policiers CRS à Neudorf, le 11 décembre 2018- dans la nuit.

Chérif Chekatt, né le 24 février 1989 à Strasbourg, est le fils de Rouadja Rouag et d'Abdelkarim Chekatt, un chauffeur-livreur retraité de nationalité franco-algérienne.
Au moment des faits, il habite dans le quartier des Poteries, tandis que ses parents et ses frères résident dans le quartier du Neudorf,. Condamné pour la première fois à l'âge de 13 ans, il quitte le système scolaire à 16 ans pour se lancer dans une carrière de délinquant multirécidiviste, comptabilisant 67 mentions au traitement des antécédents judiciaires, dont 27 condamnations en France, en Allemagne et en Suisse pour des faits de droit commun (vols avec violence, violence avec arme, violence sur personne dépositaire de l'autorité publique et outrages). Il passe en tout près de quatre ans dans les prisons françaises, fréquentant les maisons d'arrêt de Mulhouse, Épinal et Strasbourg. Selon le procureur de Paris Rémy Heitz, « sa radicalisation et son attitude prosélyte » étaient connues de l'administration pénitentiaire en 2015, année de sa libération. Il est inscrit au FSPRT en janvier 2016 et fiché S en mai suivant. En juin 2016, il est condamné à deux ans et trois mois de prison par le tribunal de Singen pour avoir cambriolé un cabinet dentaire en février 2012 à Mayence et une pharmacie en janvier 2016 à Engen. Il purge la moitié de sa peine en Allemagne avant d'être expulsé vers la France en février 2017. 
D'après le témoignage de son père, Chérif Chekatt adhérait à l'idéologie de l'État islamique.
Il présente sur le front une marque qui serait la tabaâ due au contact régulier avec le tapis de prière, interprétée par certains comme un marqueur de l'islamisme radical.
Une vidéo d'allégeance de Chérif Chekatt à l'État islamique, datée du 10 novembre 2018, est découverte par les enquêteurs plusieurs jours après l'attentat.

## Enquête et suites judiciaires
Le parquet de Paris ouvre rapidement une enquête avec comme chefs d'accusation « assassinats », « tentatives d'assassinat en relation avec une entreprise terroriste » et « association de malfaiteurs terroriste criminelle ». Le 12 décembre, l'attaque est qualifiée de « terroriste » par le procureur de Paris Rémy Heitz.
Des ressortissants allemands étant présents lors de l'attaque, une enquête pour meurtre, tentative de meurtre ainsi que coups et blessures graves a également été ouverte par le parquet général allemand.
Le journal Le Monde du 14 janvier 2019 indique que l'enquête révèle que l'attentat était prémédité : outre la vidéo de revendication retrouvée à son domicile, Cherif Chekatt avait confié à sa mère son « intention de mourir » et était depuis plusieurs semaines à la recherche d'armes.
Le 17 décembre 2018, Audrey Mondjehi est mis en examen et placé en détention provisoire pour « association de malfaiteurs terroriste criminelle » et « détention et cession d'armes de catégorie B [...] en relation avec une entreprise terroriste ».
Le 1er février 2019, trois hommes d'une même famille sont également mis en examen pour les mêmes chefs et placés en détention provisoire. Ils sont soupçonnés d'avoir joué un rôle dans la fourniture du revolver du XIXe siècle dont s'est servi le terroriste. 
Le 14 mai 2019, cinq nouvelles personnes sont arrêtées « dans le cadre des vérifications liées aux armes détenues par Chérif Chekatt », puis une autre le lendemain.  
Le 17 mai, Christian Hoffman est mis en examen et placé en détention provisoire pour « infraction à la législation sur les armes en relation avec une entreprise terroriste » et « association de malfaiteurs terroristes criminelle »,. Il est soupçonné d’avoir joué un rôle dans la fourniture d'armes au terroriste. Les cinq autres suspects sont relâchés.  
Le 14 décembre 2022, cinq accusés sont renvoyés devant la cour d'assises spéciale de Paris, mais Audrey Mondjehi est le seul à l'être pour terrorisme (conformément aux réquisitions du parquet national antiterroriste),. Le 18 décembre 2023, l'un des accusés, Albert Bodein (suspecté d'avoir remis le revolver à Mondjehi et Chekatt le matin de l'attentat), est déclaré inapte à être jugé en même temps que les autres en raison de sa condition médicale liée à son âge avancé (83 ans). Le procès des quatre accusés restants (parmi lesquels les fils du cousin d'Albert Bodein, Stéphane et Frédéric, suspectés d'avoir servi d'intermédiaires) s'ouvre le 29 février 2024. Tous, à l'exception de Mondjehi, appartiennent à la communauté des vanniers et comparaissent libre.
En avril 2024, le principal accusé, Audrey Mondjehi est condamné à 30 ans de réclusion criminelle. L'Ivoirien a servi d’intermédiaire dans l’acquisition du revolver utilisé par Cherif Chekatt. Les avocats généraux n'ont pas été convaincus par sa défense, qui affirmait que celui-ci n'était pas au courant des intentions du terroriste.

## Réactions

### Réactions nationales et internationales
Le ministre de l'Intérieur Christophe Castaner, quitte une réunion à Paris afin de se rendre sur les lieux de la fusillade. Les personnalités politiques françaises rendent un hommage aux victimes à travers des publications sur les réseaux sociaux ainsi que par une minute de silence à l'Assemblée nationale.
Plusieurs dirigeants de l'Union européenne et chefs d'État étrangers font part de leurs condoléances et de leur tristesse,.

### Hommages
Dans la soirée du 14 décembre 2018, le président de la République Emmanuel Macron rend hommage aux victimes place Kléber et dépose une rose blanche au milieu de toutes les bougies et fleurs déjà déposées par les habitants.
Le 16 décembre 2018, 1 000 à 2 000 personnes participent à un rassemblement place Kléber,. Le maire de Strasbourg, Roland Ries, rend hommage aux forces de l’ordre, aux personnels de santé, aux pompiers et aux services de l’État, ainsi qu’aux bénévoles et associations « qui sont venues au secours des familles meurtries ». Le musicien Franck George interprète le titre Imagine, de John Lennon, et Léopoldine HH Quand on n'a que l’amour de Jacques Brel. « Les Voix de la liberté », un groupe d’artistes alsaciens créé au lendemain de l’attentat contre Charlie Hebdo, chante l’hymne, Die Gedanken sind frei (Les pensées sont libres),.

Hommages sur les sites de l'attaque à Strasbourg
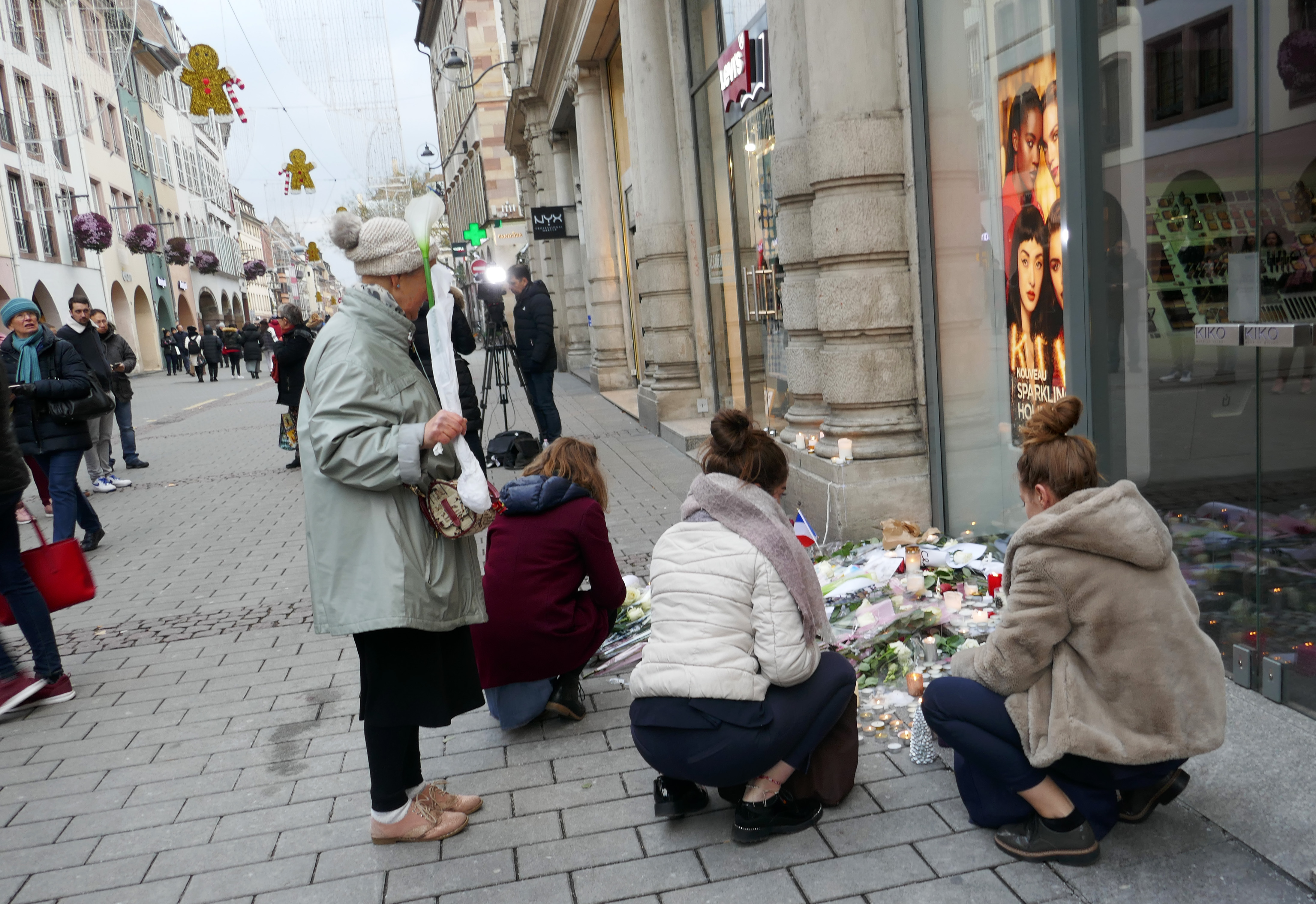
Rue des Grandes-Arcades
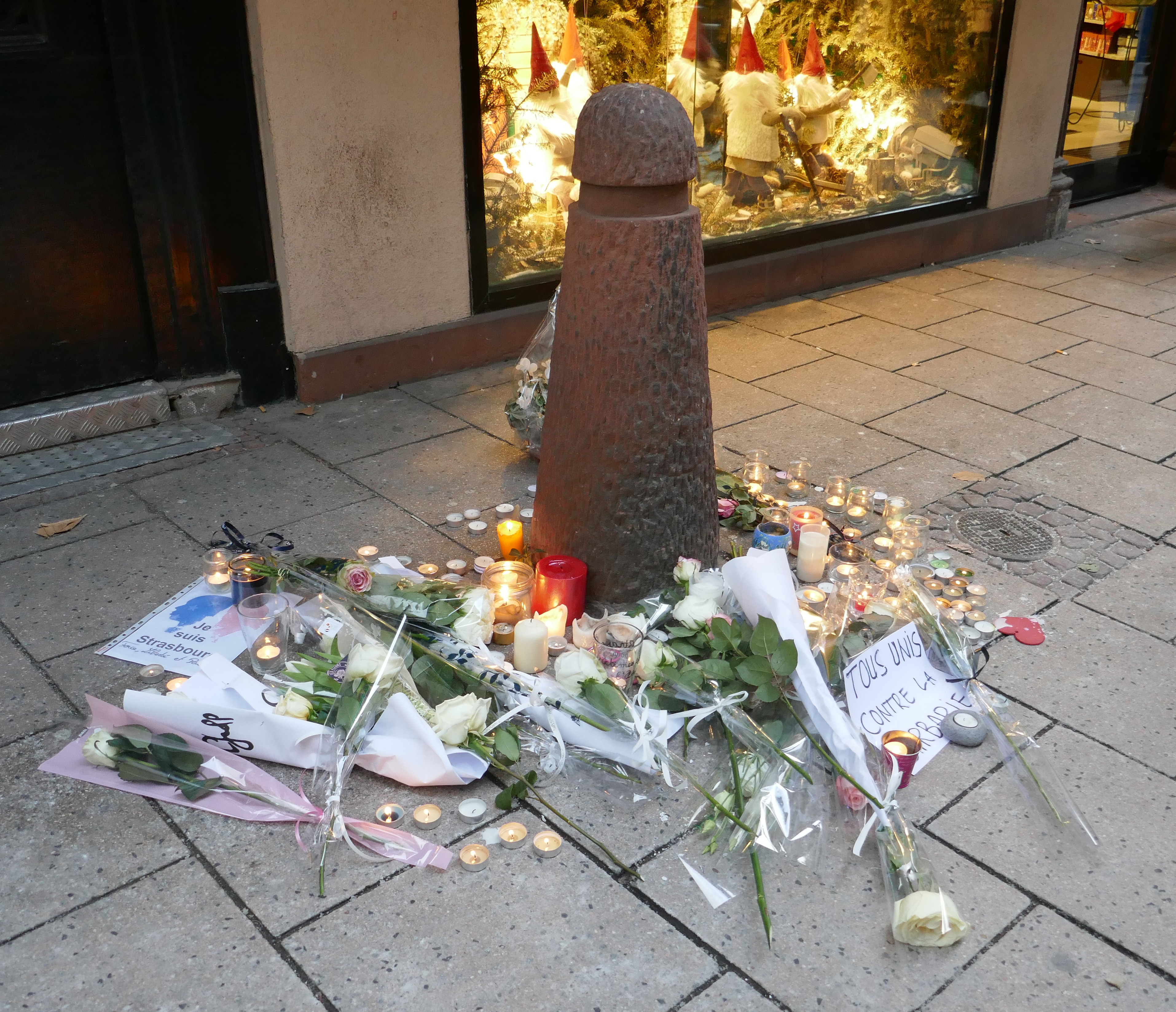
Rue des Orfèvres
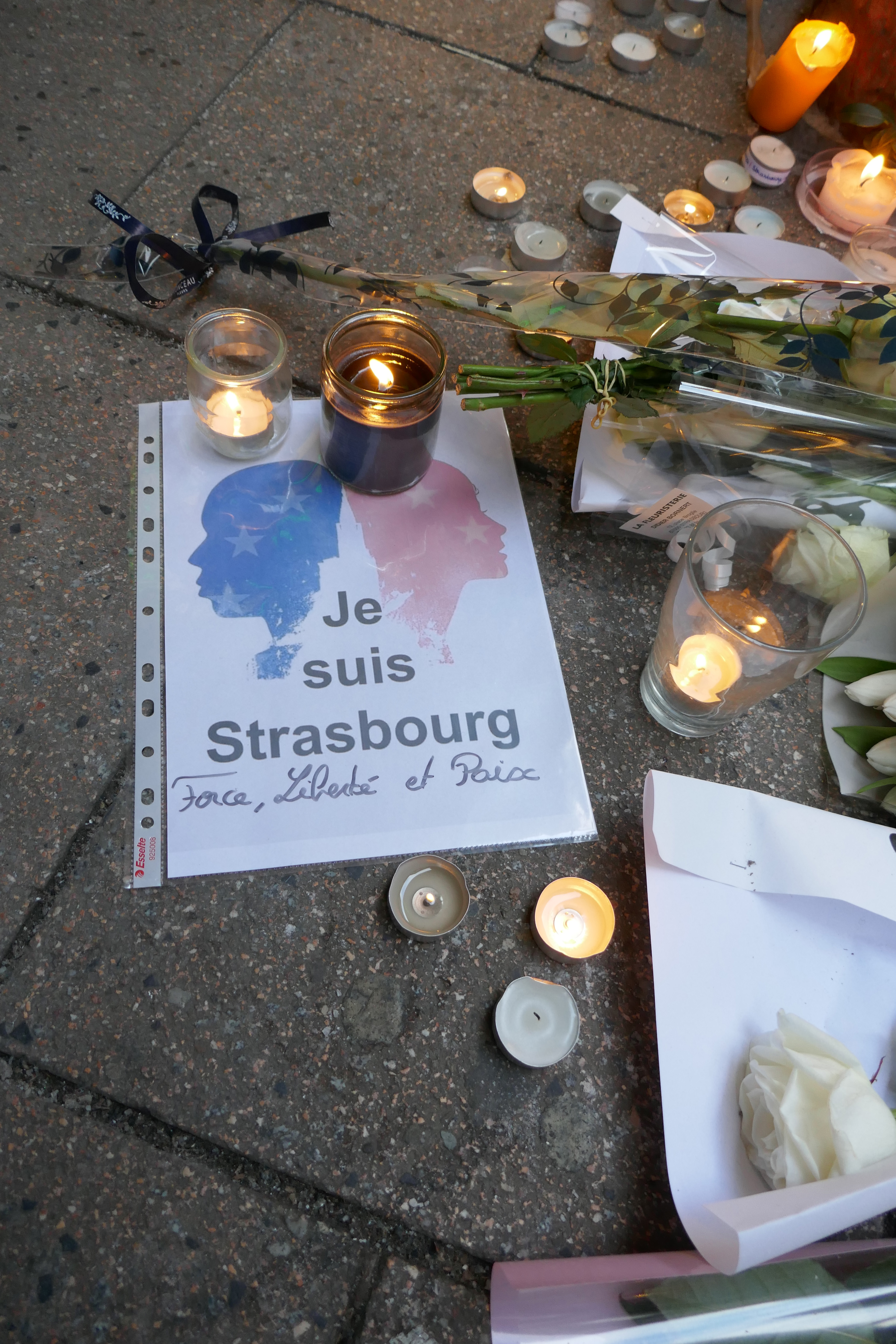
Rue des Orfèvres
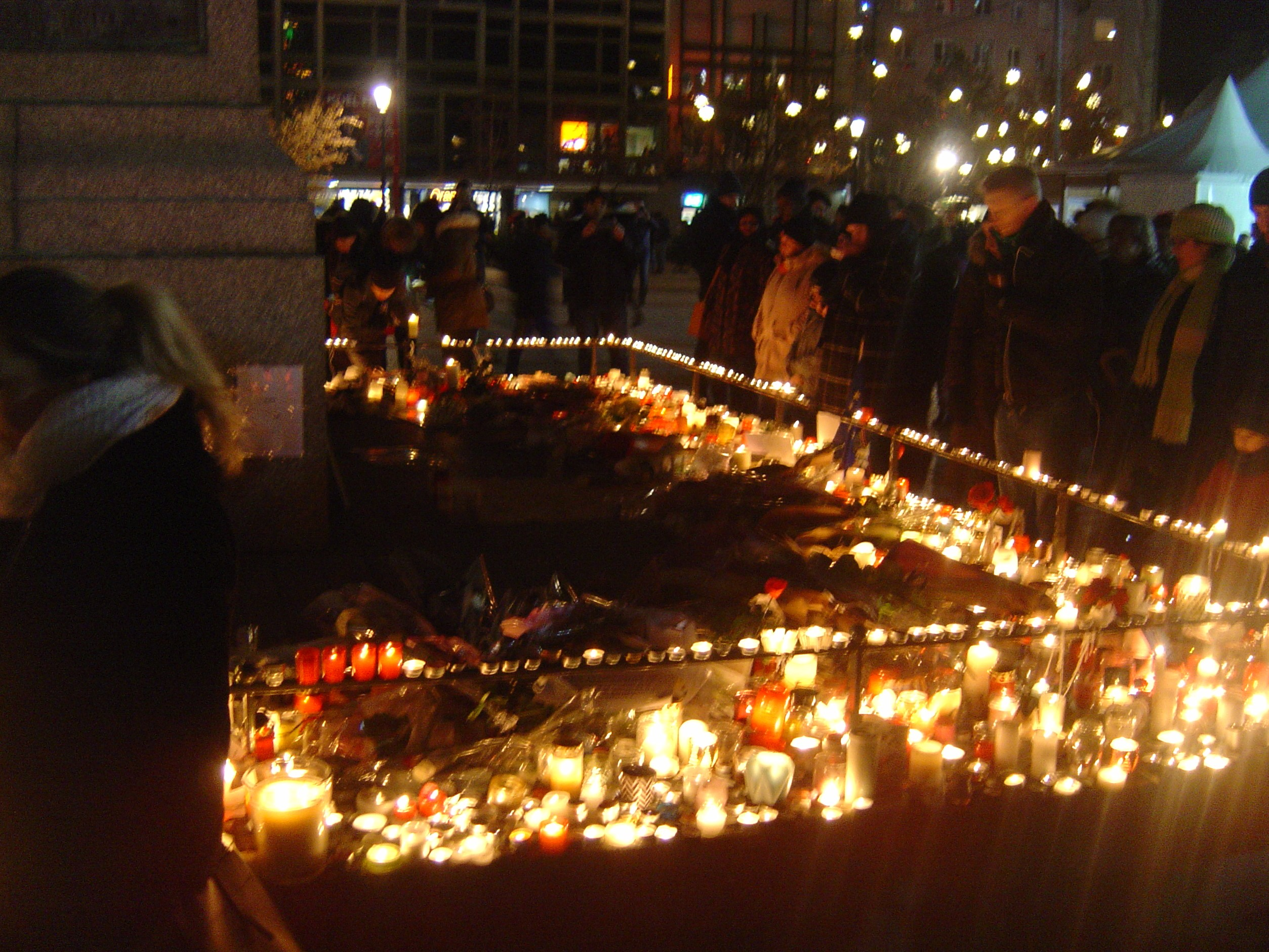
Place Kléber
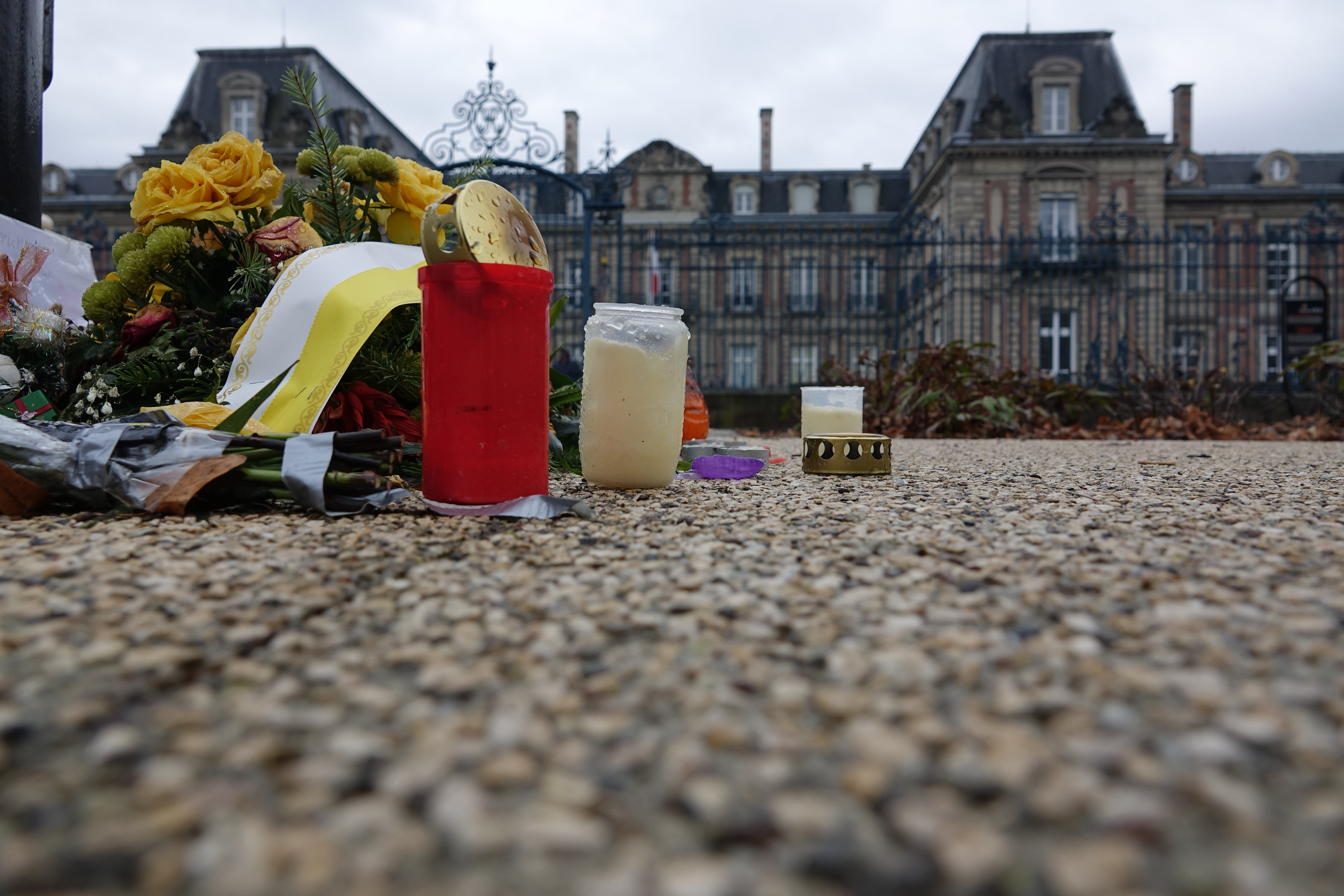
En face de la préfecture du Haut-Rhin, à Colmar

Le 9 février 2019, 350 artistes rendent hommage aux victimes à l’église Saint-Thomas de Strasbourg en mêlant danse, musique, chants, lectures et poèmes.

## Théorie du complot
L'attentat survient pendant la crise des Gilets jaunes, qui menace l’exécutif, au lendemain de l’annonce de mesures sociales par Emmanuel Macron. Des Gilets jaunes véhiculent alors des théories complotistes sur les réseaux sociaux en affirmant que l'attentat a été organisé par le gouvernement pour affaiblir le mouvement,,. Dans une enquête de l'IFOP sur le complotisme publiée quelques semaines après l'attentat, 10 % des Français jugent que l'attentat de Strasbourg est une « manipulation du gouvernement pour détourner l'attention », 13 % estiment que « des zones d'ombres subsistent dans cette affaire », 12 % ne se prononcent pas et 65 % pensent que l'attentat a bien été perpétré par Cherif Chekatt, terroriste sympathisant de l'État islamique,.